# كورت روبرتسون
كورت روبرتسون هو موسيقي كندي، ولد في 21 يوليو 1965 في فانكوفر في كندا.

## وصلات خارجية
- كورت روبرتسون على موقع ميوزك برينز (الإنجليزية)
- كورت روبرتسون على موقع ديسكوغز (الإنجليزية)